# Мирошкино (Первомайский район)
Мирошкино— село в  Первомайском районе Оренбургской области, административный центр  Мирошкинского сельсовета.

## География
Располагается на расстоянии примерно 29 километров по прямой на восток-северо-восток от районного центра посёлка Первомайский. 

## История
Известно с 1834 года как хутор Мирошихинов. По ходу истории название варьировалось: Миршихинов, Мирошихин, Мирошхин, Мирошкино. В 1929 году здесь образовалась сельхозартель «Красный Октябрь», просуществовавшая до 1950 года, когда объединилась с колхозом имени Ленина в Малочаганске (Хрущёве).

## Население
Постоянное население составляло 943 человека в 2002 году (русские 75%) ,  803 в 2010 году.